# Emilie Bach

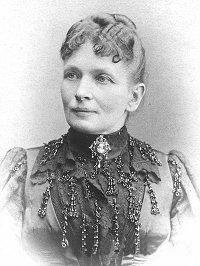
Emilie Bach

Emilie Bach (* 2. Juli 1840 in Neuschloß, Böhmen; † 30. April 1890 in Wien) war eine österreichische Journalistin, Fachschullehrerin und Direktorin der von ihr gegründeten k.k. Fachschule für Kunststickerei in Wien.

## Biografie
Emilie Bach (geb. Kohn) wurde in Neuschloß in eine jüdische Familie geboren. Sie war die Schöpferin des Kunstgewerbes der Kunststickerei, diese seit Jahrhunderten vernachlässigte Kunst hatte sie auf eine hochentwickelte Stufe gehoben. Praktisch und theoretisch wirkte sie in gleich eminenter Weise, und aus der von ihr geleiteten Musteranstalt waren tausende von Schülerinnen hervorgegangen, sind hunderte von Existenzen in der Frauenwelt geschaffen worden.
Mit Unterstützung des damaligen Handelsministers Anton von Banhans gründete sie im Jahre 1873 die Fachschule für Kunststickerei. Die hervorragenden Resultate der Schule veranlassten schon wenige Jahre später das Unterrichtsministerium, die Schule in Staatseigentum zu übernehmen. Emilie Bach wurde die Direktorin der Anstalt, und sie erhielt – eine seltene Auszeichnung – Titel und Charakter eines definitiven k.k. Staatsbeamten. Im In- und Ausland erregten die Leistungen der Schule Aufsehen, und bald folgte unter ihrer Aufsicht die Gründung ähnlicher Schulen in Agram, Graz, Laibach, Prag und Brünn. Aus dem Ausland wurde über Veranlassung der preußischen und sächsischen Regierungen der Anstalt Schülerinnen zugeführt und auch in Deutschland Fachschulen gegründet.
Auch als Fachschriftstellerin war sie tätig. Ihre Werke „Muster stylvoller Handarbeiten“ und „Neue Muster in altem Styl“ wurden in verschiedene Sprachen übersetzt und der k. k. Fideicommisbibliothek einverleibt. In den letzten Jahren wirkte sie mit ihrer Tochter Hermine Bach an der Restaurierung einer Reihe seltener historischer Kunstschätze in der Hofburg mit, so des Prachtbettes der Kaiserin Maria Theresia. Emilie Bach war Inhaberin des Goldenen Verdienstkreuzes mit der Krone, und auf allen Ausstellungen haben ihre Kunstleistungen hervorragende Auszeichnungen erfahren.
Sie verstarb nach mehrmonatigem Leiden plötzlich an einem Herzinfarkt im Alter von 50 Jahren. Ihre Nachfolgerin als Direktorin der Fachschule wurde Therese Mirani.
Im Jahr 2018 wurde in Wien-Donaustadt (22. Bezirk) der Emilie-Bach-Weg nach ihr benannt.

## Werke
- Neue Muster in altem Stil. – Dornach (Elsass): Dillmont, o. J. Lief. 1–3
- Die weibliche Handarbeit. Vortrag. – Reichenberg: Gebr. Stiepel, 1880
- Special-Ausstellung weiblicher Handabbeiten im k.k.österreichischen Museum für Kunst und Industrie. März, April, Mai 1886. (Führer und Bericht.) – Wien: Carl Gerold’s Sohn, 1886